# Radebeuler Zentren

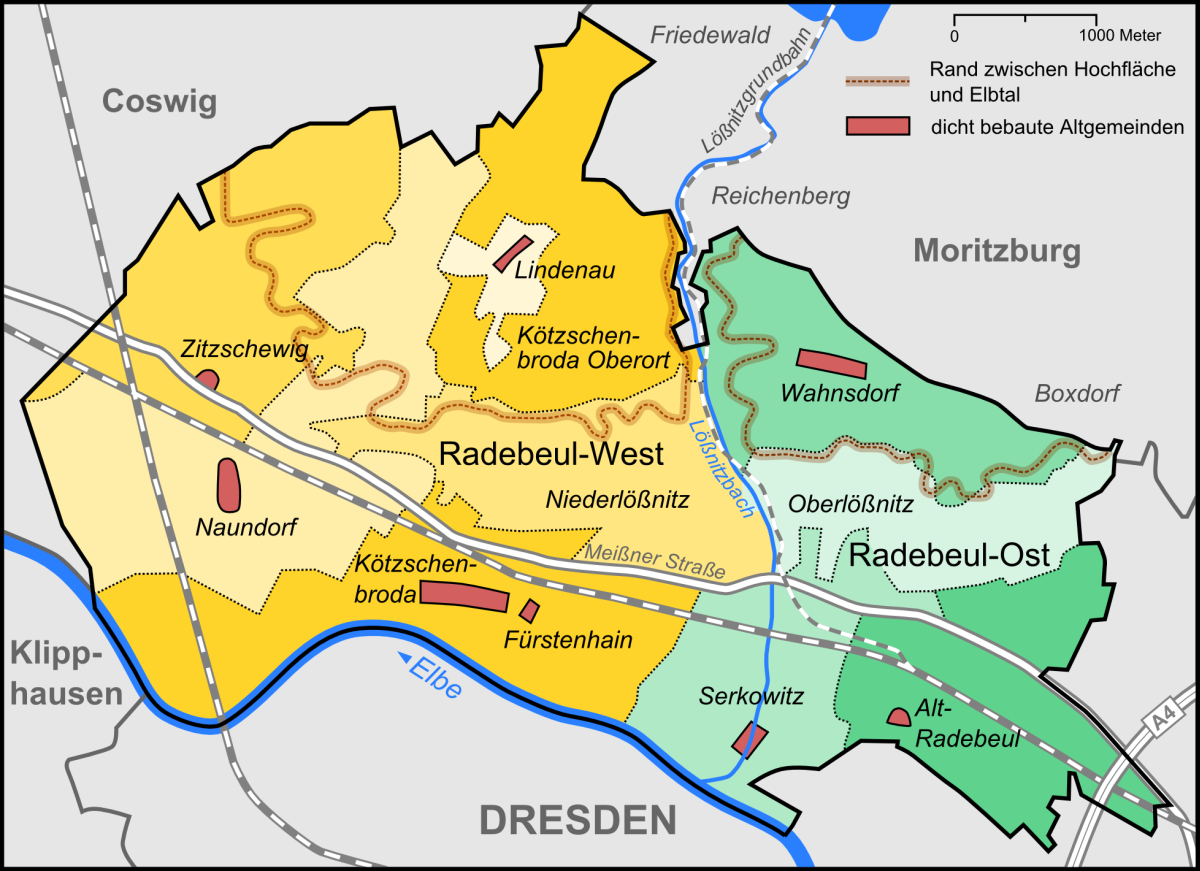
Geographische Gliederung Radebeuls in die „Zentren“ Radebeul-Ost (grün) und Radebeul-West / Radebeul-Kötzschenbroda (gelb)

Radebeul-Ost und Radebeul-West entsprechen der geographischen Aufteilung der heutigen Stadt Radebeul an den beiden Enden der Meißner Straße, die sich im groben Verlauf gesehen parallel zur Elbe durch die gesamte Stadt zieht. Als „Mitte“ zwischen den beiden „Zentren“ gilt „Radebeul-Weintraube“ mit den Landesbühnen Sachsen beziehungsweise der Kreuzung der Lößnitzgrundbahn mit der Meißner Straße (Haltepunkt Weißes Roß). Nahebei liegt auch der Haltepunkt Radebeul-Weintraube.
Das Stadtleitbild der Stadt Radebeul, welches im Rahmen des Integrierten Stadtentwicklungskonzepts (InSEK) im Jahr 2002 entwickelt wurde, stellt Stadtteilkonzepte für Radebeul-Ost und Radebeul-West vor und thematisiert die „Handels- und Dienstleistungszentren“ Radebeul-Ost (um die Hauptstraße herum) und Radebeul-West (um die Bahnhofstraße herum). Mit der Umbenennung des an der Bahnhofstraße gelegenen Haltepunkts in Radebeul-Kötzschenbroda geht auch die Umwidmung des westlichen Stadtzentrums in Radebeul-Kötzschenbroda einher.
Geografisch abgetrennt und vom sonstigen Radebeuler Stadtgebiet nur schwer zu erreichen liegt Wahnsdorf auf der Hochfläche, die zur Lausitzer Platte gehört. Wahnsdorf hat als einziger Radebeuler Stadtteil einen eigenen Ortschaftsrat.

## Radebeul-Ost

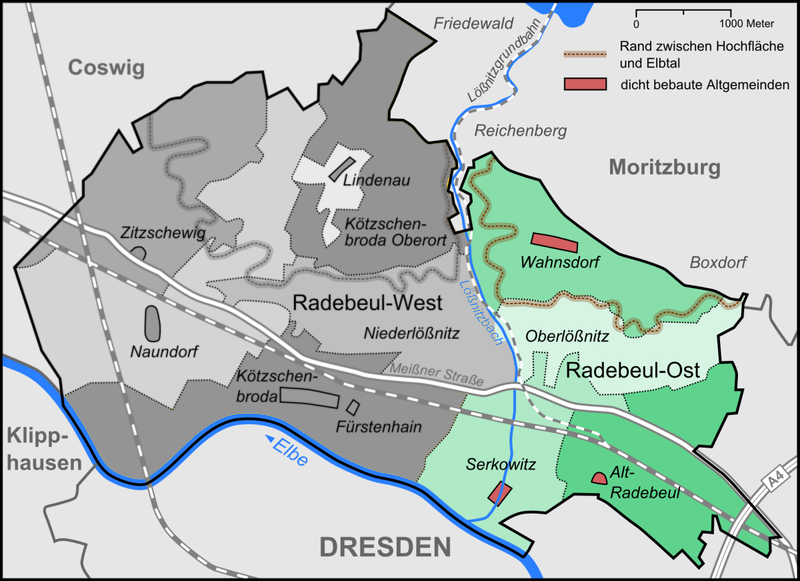
Radebeul-Ost, entsprechend der Stadt Radebeul im Jahr 1934 nach dem Zusammenschluss mit Oberlößnitz und Wahnsdorf, vor dem Zusammenschluss mit Kötzschenbroda im Jahr 1935

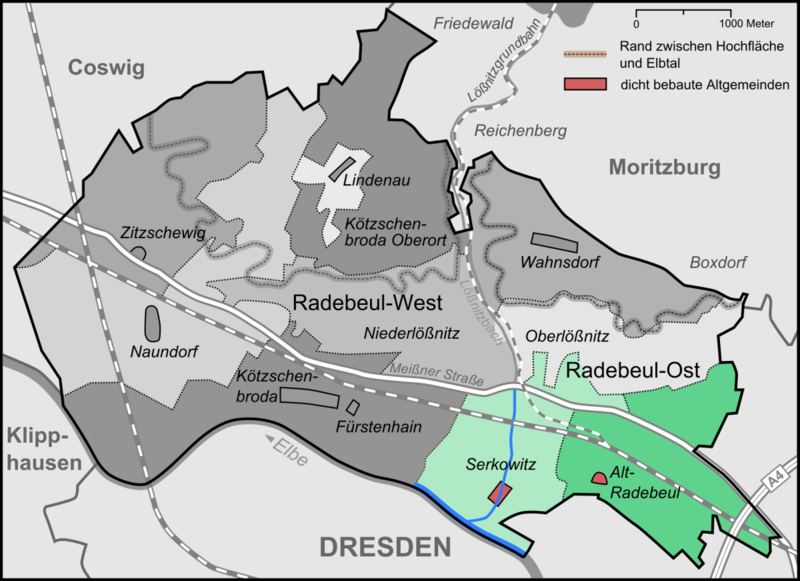
Stadt Radebeul von 1924 bis 1933, seit 1905 mit Serkowitz zusammengeschlossen

Radebeul-Ost, ab 1935 Radebeul I, ist der Ostteil (genauer: Südostteil) der Stadt. Er entspricht der Stadt Radebeul in den Grenzen von Ende 1934 vor der Vereinigung mit der Stadt Kötzschenbroda zum 1. Januar 1935. Damals bestand das 1924 mit dem Stadtrecht ausgezeichnete Radebeul aus dem Ursprungsstadtteil Radebeul, in den 1905 die Gemeinde Serkowitz sowie im Jahr 1934 die Gemeinden Oberlößnitz und Wahnsdorf eingemeindet wurden.
Wichtiger geografischer Punkt ist dort die Kreuzung der Meißner Straße mit der Hauptstraße, auf deren südlichem Teilstück der „Markt in Radebeul-Ost“ stattfindet. Am Ende der Hauptstraße befindet sich gleich westlich das Radebeuler Rathaus und gleich östlich der Bahnhof Radebeul Ost.
Weiter entfernt an der Grenze zwischen den Stadtteilen Radebeul und Serkowitz liegt der Friedhof Radebeul-Ost.

### SanierungsgebietZentrum und Dorfkern Radebeul-Ost
Mit dem Sanierungsgebiet Zentrum und Dorfkern Radebeul-Ost zwischen Meißner Straße und Robert-Werner-Platz entsteht insbesondere mit dem Teilstück der Hauptstraße zwischen Meißner Straße und der Kreuzung mit der Pestalozzi- und Sidonienstraße das neue Zentrum von Radebeul-Ost. Von 2003 bis 2020 stehen 16 Millionen Euro allein für die Sanierung privaten Eigentums zur Verfügung.
Gebäude für Verwaltung (Rathaus, Ordnungsamt), Bildung (Grundschule, Gymnasium, Hort), Einkaufen und Verkehrsanbindung (Straßenbahn Dresden, S-Bahn nach Dresden und Meißen) waren schon vorhanden. Bis 2011 wurden die Einkaufsstraße Hauptstraße (Verkehrsberuhigter Bereich), eine Passage, die Stadtteilbibliothek im Bahnhof, das Schmalspurbahnmuseum Radebeul mit umgebenden Freiflächen und das Sozialrathaus ausgebaut. Bis 2012 sind weitere Baumaßnahmen fürs Einkaufen (Supermarkt mit Passage, Drogeriemarkt), Gesundheitswesen (Ärztehaus, Apotheke, Sanitätshaus), Parken (250 Stellplätze durch Parkhaus, Park and Ride, Kurzparkplätze), Kultur/Unterhaltung (Kulturbahnhof mit Volkshochschule) und Verkehrsanbindungen (Bahnhofsunterführung mit Lift, Fußweg zwischen Bahnhofs- und Rathausareal) und weiteren Wohnungen geplant.
Mit den Vorhaben wurde auch der sogenannte Radebeuler Krater überbaut, der nach dem Abriss des ehemaligen Zillerschen Bahnhofhotels und Scheitern des damaligen Bauvorhabens zurückblieb. Finanzierungen der Projekte erfolgen über Fördermittel und Eigenanteile der Stadt Radebeul.

### Erweiterung des Sanierungsgebiets nach Westen
Das Sanierungsgebiet wurde nach Westen erweitert, sodass insbesondere die Situation um das Karl-May-Museum und den gegenüberliegenden Karl-May-Hain verbessert werden kann.

## Radebeul-West

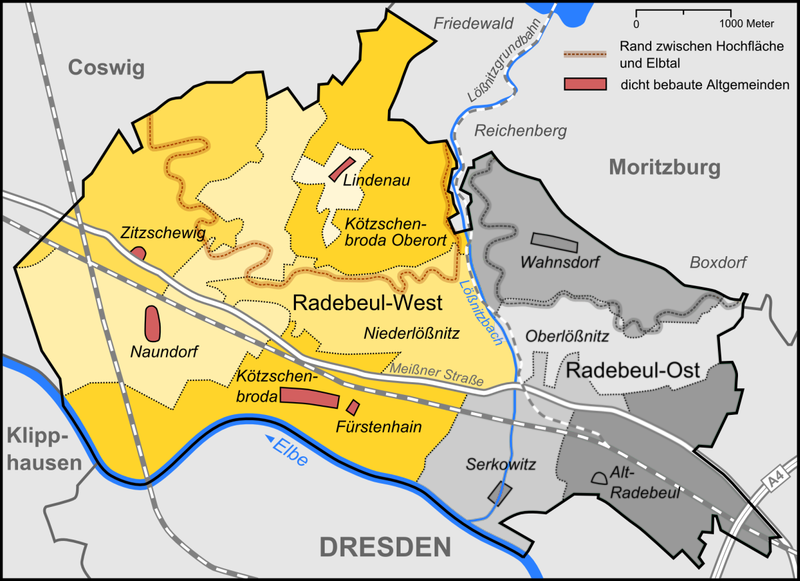
Radebeul-West, entsprechend der Stadt Kötzschenbroda (ohne linkselbische Fluren), zusammengeschlossen 1923 zur Großgemeinde und 1924 zur Stadt erhoben, vor dem Zusammenschluss mit Radebeul im Jahr 1935

Radebeul-West, ab 1935 Radebeul II, ist der Westteil (genauer: Nordwestteil) der Stadt. Er entspricht etwa der Stadt Kötzschenbroda in den Grenzen von Ende 1934 vor der Vereinigung mit der Stadt Radebeul zum 1. Januar 1935. Damals bestand das 1924 mit dem Stadtrecht ausgezeichnete Kötzschenbroda aus dem Stadtteil Kötzschenbroda mit Fürstenhain (seit 1876) einschließlich des getrennt liegenden Kötzschenbroda Oberort sowie dem 1920 eingemeindeten Lindenau und den 1923 eingemeindeten Zitzschewig, Naundorf und Niederlößnitz.
Wichtiger geografischer Punkt ist dort die Kreuzung der Meißner Straße mit der Moritzburger Straße und der Bahnhofstraße, an der der Haltepunkt Radebeul-Kötzschenbroda (ehemals auch Bahnhof Radebeul West) liegt. Weiter nach Süden folgt der Anger von Altkötzschenbroda, auf dem der „Markt in Radebeul-West“ stattfindet. Mit der Umbenennung des an der Bahnhofstraße gelegenen Haltepunkts in Radebeul-Kötzschenbroda geht auch die Umwidmung des westlichen Stadtzentrums in Radebeul-Kötzschenbroda einher.
Nicht weit entfernt, östlich vom Anger, liegt der Friedhof Radebeul-West.

### Stadtsanierung Kötzschenbroda
In den 1990er und 2000er Jahren erfolgte die inzwischen abgeschlossenen Stadtsanierung Kötzschenbroda, die den Anger von Kötzschenbroda mit seiner umliegenden Bebauung zum Ziel hatte.

### SanierungsgebietZentrum Radebeul-West
Am 1. September 2016 wurde bekanntgemacht, dass zur Behebung städtebaulicher Probleme um den Bahnhof Kötzschenbroda, den Bahnhofsvorplatz und entlang der Bahnhofstraße ein weiteres Sanierungsgebiet festgelegt wurde. Zu diesem gehört auch das aus dem Bahneigentum herausgelöste Bahnhofsgebäude. Weiter geht es um Flächen südlich der Bahnstrecke entlang der Güterhofstraße und nördlich der Bahn bis einschließlich des ehemaligen Postamts Kötzschenbroda. Von der Bahnhofstraße ausgehend gehört auch die Harmoniestraße bis zum Schulstandort Kötzschenbroda mit der Grundschule Kötzschenbroda und der Oberschule Kötzschenbroda dazu.

### Ehemals linkselbische Besitzungen

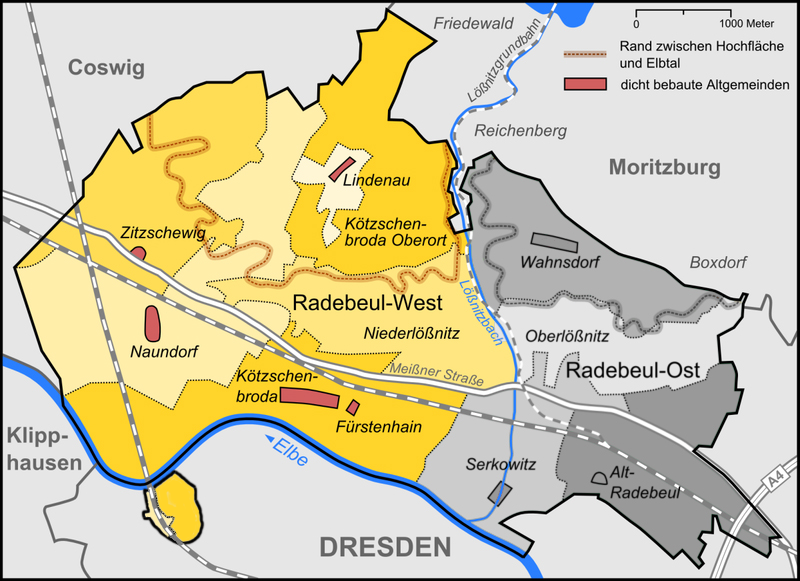
Stadt Kötzschenbroda mit dem linkselbischen Stadtteil Am Fährhaus

Von 1519 bis 1954 besaßen der Ort Kötzschenbroda bzw. Naundorfer Bauern linkselbische Wiesenfluren, die später als Kötzschenbrodaer bzw. Radebeuler Stadtteil Am Fährhaus zum Stadtgebiet gehörten. Heute gehören diese Flächen, nach der 1974 erfolgten Eingemeindung von Niederwartha zu Cossebaude, zu Dresden.